# Кислотные Дачи
Кислотные дачи — микрорайон в Орджоникидзевском районе города Перми.

## География
Границы микрорайона — автомобильная дорога от ул. Академика Веденеева до ул. Ракитная; северная и восточная оконечность ул. Молдавской; южная оконечность ул. Федотова; ул. Генерала Доватора; скоростная магистраль (ул. Лянгасова).
Микрорайон исторически разбит на две части под условными названиями «Старые дачи» и «Новые дачи» или «Болото». Центральная улица — ул. Генерала Черняховского (протяжённость — 2,33 км). На Кислотных дачах находится исток реки Балмошная, далее река протекает по лесу до впадения в реку Язовая. Ещё здесь берёт начало река Резьвянка, которая вытекает из родника и впадает в реку Кама. Её протяженность — 2,38 км. С трёх сторон микрорайон окружён лесным массивом; с четвёртой стороны (по направлению к р. Кама) к нему примыкает микрорайон Камский.

## Исторический очерк
В 1946 году лесную дачу, принадлежавшую до революции купцу Е. К. Тупицыну, передали кислотному заводу. Поселок, построенный на месте этой дачи, назвали Кислотными Дачами. Кислотному заводу было выделено 120 га земли для строительства нового поселка. Через год появились улицы Генерала Черняховского, Азотная, Фосфоритная, Суперфосфатная. С 1951 года строители сдавали каждый год в эксплуатацию не менее 7 каменных двухэтажных домов. На первых улицах строились деревянные домики с огородами и банями.
Доща — группа щитовых домиков — бараков, расположенных у автобусной остановки Кислотные дачи. В 1960-е годы даже остановка называлась «Доща». Бараки эти были построены в конце 1940-х годов для войсковой части. Эти финские домики по улице Генерала Черняховского строили заключенные.
В конце 1990-х гг. на Старых дачах построили небольшой храм Благовещения Пресвятой Богородицы. Потом при нём открылась воскресная школа для взрослых детей. Там же на Старых дачах, в 1960-х — 1970-х годах был парк с танцплощадкой. Новые дачи — более современный район. Здесь строительство началось в 1970-е годы на месте болота (ул. Молдавская, Уссурийская, Генерала Черняховского). В 1971 году проект застройки нового микрорайона выполнила архитектор О. Шорина, а микрорайон № 6 сделал в начале 1980-х гг. Э. Гарипов. Здешние панельные пятиэтажки и девятиэтажки строили в 1980-х — 1990-х годах.
В н.вр. (2009—2015) в микрорайоне ведётся многоэтажное строительство на улицах Генерала Черняховского и Уссурийская.

## Население
По данным переписи 2015 года население микрорайона Кислотные дачи составляет около 19 тыс. чел.

## Транспорт
По микрорайону следует 7 автобусных маршрутов:
- 23 Деревня Голованово — Банная Гора
- 44 М/н Камский — М/н Нижняя Мостовая
- 44К М/н Кислотные Дачи — 10 микрорайон
- 48 Микрорайон Январский —Чусовской водозабор
- 58 Микрорайон Васильевка — Микрорайон Вышка-1
- 77 Ул. Памирская — Ул. Мильчакова
- 78 М/н Кислотные Дачи — Ул. Мильчакова

Остановочные пункты — "Учебный комбинат" , "улица Бушмакина", "Больница", "м/р Кислотные дачи", "Школьная", "улица Генерала Черняховского", "улица Уссурийская".

## Здравоохранение
- Детская клиническая больница № 13;
- Больница Архангела Михаила, поликлиника № 2;
- Городская детская поликлиника № 3, клинико-диагностическая лаборатория;
- Стоматологическая поликлиника № 4;

## Образование
- Школы № 88, 131;
- Лицей № 5 (до 2010 года — школа № 89);
- Школы-интернаты для детей с ограниченными возможностями здоровья № 1, 12;
- Школа-интернат для детей с нарушениями слуха;
- Специальная коррекционная общеобразовательная школа № 152 для детей с ограниченными возможностями здоровья;
- Детская школа искусств № 9;
- Центр досуга «Альянс» (ул. Генерала Доватора, д.1);
- Детские сады № 22 «Родничок», 49 «Центр развития ребёнка» (3 здания — ул. Колвинская, д.23, ул. Генерала Черняховского, д.80, ул. Бушмакина, д.22);
- Дом ребёнка № 6;
- ДЮСШ «Темп».

## Архитектура, достопримечательности
- Истоки рек Балмошная и Резьвянка;
- Сквер по улице Генерала Черняховского;
- Кладбище «Кислотные дачи» с памятником Бушмакину А. П.;
- Мемориал работникам Кислотного завода и жителям — участникам Великой Отечественной войны;
- Церковь Благовещения Пресвятой Богородицы.